# Аль-Лялякаи
Абу-ль-Ка́сим Хибатулла́х ибн аль-Ха́сан аль-Ляляка́и (араб. أبو القاسم هبة الله بن الحسن اللالكائي‎; ум. 10 октября 1027 года, Динавар) — исламский богослов шафиитского мазхаба, хадисовед из Табаристана. Учитель аль-Хатиба аль-Багдади и Абу Бакра аль-Байхаки. Его сын — Абу Бакр также стал признанным хадисоведом. Аль-Лялякаи автор нескольких трудов, самым значимым из которых является «Шарх усуль аль-иктикад ахль ас-сунна ва-ль-джамаа» — энциклопедическое руководство по исламскому традиционализму, которое широко цитировали более поздние традиционалисты.

## Биография
Его полное имя: Абу-ль-Касим Хибатуллах ибн аль-Хасан ибн Мансур ат-Табари ар-Рази аш-Шафии аль-Лялякаи. Нисба «аль-Лялякаи», которая в некоторых источниках приводится как «аль-Лаликаи» или «аль-Алькаи» (например, Кятиб Челеби в «Кашф аз-зунун»), означает «сапожник» и происходит от персидского слова лалак/лалака (перс. لالك/لالکا‎) в значении «обувь» или «тапочки». Из-за скудности сведений невозможно сказать, зарабатывал ли аль-Лялякаи на жизнь ремеслом сапожника. Единственным источником данных о его жизни является краткая запись его ученика аль-Хатиба аль-Багдади, которую поздние авторы приводили в своих трудах без всяких дополнений.
Аль-Лялякаи родился в Табаристане (на севере совр. Ирана), обучался хадисам в Рее (город неподалёку от Тегерана), затем переселился в Багдад, где и провёл большую часть своей жизни. Одним из его учителей был Абу Масуд ад-Димашки (ум. 1010), специализировавшийся на двух «Сахихах» аль-Бухари и Муслима. Шафиитскому праву он обучался у Абу Хамида аль-Исфараини (ум. 1015), который сформулировал методологию шафиитского правоведения, господствовавшую в Багдаде. Однако Таджуддин ас-Субки не включил аль-Лялякаи в свой «Табакат аш-шафиийа аль-кубра», что может быть поводом усомниться в его принадлежности к этой школе.
Одним из учителей аль-Лялякаи по хадисам был Иса ибн Али аль-Вазир (ум. 1001), чью репутацию хадисоведа подпортило увлечение методом философов (мазхаб аль-фаласифа). Судя по сохранившимся произведениям аль-Лялякаи, маловероятно, что он обучался философии у аль-Вазира. Аль-Хатиб аль-Багдади среди учителей аль-Лялякаи также упоминает Абу Тахира аль-Мухаллиса (ум. 1003), Абу-ль-Хасана ибн аль-Джунди (918—1005), Джафара ибн Абдуллаха аль-Фаннаки (ум. 996), Ибн аль-Кассара (ум. 1006) и аль-Ала ибн Мухаммада ар-Руяни.
Аль-Лялякаи не приобрёл учёную славу при жизни из-за внезапной смерти в Динаваре «в самом расцвете сил» 10 октября 1027 года, так и не совершив значимых достижений. Он значится в списке 123 учителей и наставников известного хадисоведа и шафиитского правоведа Абу Бакра аль-Байхаки. Его сын Абу Бакр аль-Лялякаи стал признанным специалистом по хадисам.